# ارنو سالا
ارنو سالا (انگلیسی: Arnau Sala؛ زادهٔ ۲۰ نوامبر ۱۹۷۱) بازیکن فوتبال اهل اسپانیا است.
از باشگاه‌هایی که در آن بازی کرده‌است می‌توان به باشگاه فوتبال کوردوبا و باشگاه فوتبال ژیرونا اشاره کرد.